# 菅井一郎
菅井 一郎（すがい いちろう、1907年7月25日 - 1973年8月11日）は、日本の俳優、映画監督。
サイレント期から戦後にかけて300本を超える映画に出演し、名脇役として活躍。溝口健二、新藤兼人、吉村公三郎らの作品に多く出演している。戦中に俳優集団・第一協団を結成しており、戦後には2本の監督作を発表している。

## 来歴・人物
1907年（明治40年）7月25日（木曜日）、京都府京都市六波羅に生まれる。7歳の時に父と死別し、父方の叔母のもとで育った。子供の頃から活動写真の大ファンで、小学校5年の時に尾上松之助を訪問したこともあった。旧制京都中学校を中退後、鈴木伝明の書生を経て、1925年（大正14年）に日活大将軍撮影所に入社。同年『貧者の勝利』に中国人ギャングの子分役で出演して映画デビューした。
舞台歴もなかったため、映画館に通い、コンラート・ファイトなどヨーロッパの映画俳優の演技を勉強しながら、村田実監督『街の手品師』や内田吐夢監督『競争三日間』などに端役で出演。そののち徴兵で2年間兵役につき、除隊後日活太秦撮影所に復帰。1931年（昭和6年）、内田監督『ジャン・バルジャン』にジャベール警部役で出演、筈見恒夫から「水際立った好演」と評され、出世作とした。
1932年（昭和7年）、入江ぷろだくしょんの創立に参加し、同社第1作の『満蒙建国の黎明』で入江を助演。続いて溝口健二監督の『瀧の白糸』で高利貸しを演じて認められた。1933年（昭和8年）、入江プロの提携先である新興キネマ太秦撮影所に移籍。1934年（昭和9年）には村田実らと東京撮影所に移り、溝口監督『愛怨峡』、村田の遺作『新月抄』等に出演。1937年（昭和12年）、私淑する村田と妻が死去するという痛手を負うが、水谷浩の薦めで絵筆を持つようになり、生涯の趣味とした。
1939年（昭和14年）、新興現代劇部の革新を目的に清水将夫、河津清三郎らと水曜会という研究会を結成するが、会社側はそれを受け入れなかった為、1940年（昭和15年）に彼らとフリーランスの俳優集団・第一協団を結成して新興キネマを退社。南旺映画製作の『南風交響楽』出演後、豊田四郎監督『小島の春』で一代の名演技を見せ、後に自伝で「演技開眼した」と書いている。1942年（昭和17年）、第一協団ごと東宝と契約を結び、黒澤明監督のデビュー作『姿三四郎』などに出演。
戦後の第一協団再建後はフリーとして各社の作品に出演。五所平之助監督『面影』の老博士役、小津安二郎監督『麦秋』の老父役など、四十代そこそこという年齢のわりに枯れた芸風を見せており、名脇役として名だたる監督から起用された。その中でも溝口健二監督作品には戦前期から常連出演しており、計15本の監督作に出演している。1949年（昭和24年）公開の『わが恋は燃えぬ』の撮影中には、溝口から「君は脳梅毒です!医者に診てもらいなさい」と言われスリッパで殴られたというエピソードがある。また、1950年代の新藤兼人監督作品の殆どにも出演しており、計11本の出演作がある。新藤の盟友である吉村公三郎監督作品にも連続出演しており、ほか黒澤明、市川崑監督作品にも多く起用されている。
やがて監督業にも進出し、1954年（昭和29年）に『泥だらけの青春』、1957年（昭和32年）に『フランキーの宇宙人』を発表している。1960年代からはテレビドラマにも活躍の場を広げている。
1973年（昭和48年）8月11日午前11時45分、心不全のため東京女子医科大学病院で死去。66歳没。

## 主な出演作品

### 映画
- 貧者の勝利（1925年、日活）
- 街の手品師（1926年、日活）

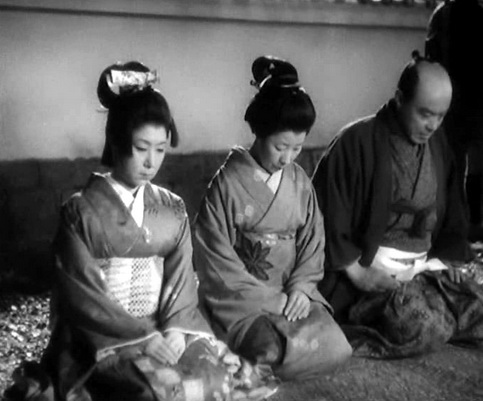
『西鶴一代女』（1952年）左から田中絹代、松浦築枝、菅井。

- 潜艇王（1927年、日活） - 銀座の紳士
- 唐人お吉（1930年、日活） - 伝吉
- ジャン・バルジャン（1931年、日活） - ジャベール警部
- しかも彼等は行く（1931年、日活） - 南條
- 満蒙建国の黎明（1932年、入江プロ） - チャーリー張
- 間貫一（1933年、新興キネマ） - 富山唯継
- 瀧の白糸（1933年、入江プロ） - 岩淵剛蔵
- 祇園祭（1933年、新興キネマ） - お民の父甚兵衛
- 涙の世渡り（1933年、新興キネマ） - 新納先生
- 神風連（1934年、新興キネマ） -  太田黒伴雄
- 月よりの使者（1934年、新興キネマ） - 戸塚
- 霧笛（1934年、新興キネマ） - クウパー
- 山の叫び声（1934年、新興キネマ） - 村一番の物持ち野村
- 白銀の王座（1935年、新興キネマ） - 亭主
- 竜涎香（1935年、高田プロ） - 小松原子爵
- 情熱の不知火（1935年、千恵プロ） - 密貿易商銭屋宗兵衛
- 突破無電（1935年、高田プロ・新興キネマ） - 赤井
- 喘ぐ白鳥（1935年、新興キネマ） - 遠山代議士
- 傷だらけのお秋（1935年、新興キネマ） - 杉山
- 武器なき人々（1936年、新興キネマ） - 社会部長
- 己が罪（1936年、新興キネマ） - 塚口虎三
- 薔薇ならば（1936年、新興キネマ） - 青木先生
- 大地の愛（1936年、新興キネマ） - 裁判長
- 陸の黒潮（1936年、新興キネマ） - 大阪のブローカー阪本
- 愛怨峡（1937年、新興キネマ） - 街の紳士森三十郎
- 肉弾記者（1937年、新興キネマ） - 細木大佐
- 現代の英雄（1938年、新興キネマ） - 摩耶男爵
- 露営の歌（1938年、新興キネマ） - 地方の大素封家七郎右衛門
- 春の逃げ水（1938年、新興キネマ） - 座員水原
- 愛国行進曲（1938年、新興キネマ） - 三上准尉
- 応援歌（1938年、新興キネマ） - 河村教授
- 愛の饗宴（1938年、新興キネマ） - 憲政時報社の赤沢剛三
- 日本の魂（1938年、新興キネマ） - 小倉差配
- 日の丸行進曲（1938年、新興キネマ） - 秋田の大地主滝本
- 評判五人娘（1939年、新興キネマ） - 仙子の父
- 白衣の兵隊（1939年、新興キネマ） - 柳沢軍医
- 侠艶録（1939年、新興キネマ） - 瀬尾子爵
- 兄とその妹（1939年、松竹） - 荒川清
- 血の歓喜（1939年、新興キネマ） - 野戦病院長
- 愛情一筋道（1939年、新興キネマ） - 老医師桑木広介
- 仇なさけ（1939年、新興キネマ） - 松吉
- 二人の世界（1940年、新興キネマ） - 米沢工場長
- 小島の春（1940年、東京発声） - 横川
- 二人の世界（1940年、東宝） - 米沢工場長
- 閣下（1940年、東宝） - 直吉
- 将軍（1941年、中野プロ） - 乃木将軍
- 芸道一代男（1941年、特作プロ） - 座主・三好
- 南海の花束（1942年、東宝） - 前支所長・林
- 婦系図（1942年、東宝） - 河野
- ハワイ・マレー沖海戦（1942年、東宝） - 牛塚航海長 [10]
- 阿片戦争（1943年、東宝） -　阿片吸引者
- 姿三四郎（1943年、東宝） - 三島総監
- 熱風（1943年、東宝） - 吉野
- 秘めたる覚悟（1944年、東宝） - 部長
- 楽しき哉り人生（1944年、東宝） - 佐野さん
- 日常の戦ひ（1944年、東宝） - 吉野画伯
- 一番美しく（1944年、東宝） - 真田健
- 續姿三四郎（1945年、東宝） - 布引好造
- 檜舞台（1945年、東宝） - 木田
- 陽気な女（1946年、東宝） - 黒田正道
- 浦島太郎の後裔（1946年、東宝） - 唐根
- 民衆の敵（1946年、東宝） - 安藤
- 俺もお前も（1946年、東宝） - 山川社長
- 或る夜の殿様（1946年、東宝） - 菅沼仁太郎
- 地下街二十四時間（1947年、東宝） - 靴磨き
- 素晴らしき日曜日（1947年、東宝） - 闇屋風の男
- 戦争と平和（1947年、東宝） - キャバレーの紳士
- おスミの持参金（1947年、東宝） - 父彦之丞
- 面影（1948年、東宝） - 稲垣博士
- わが愛は山の彼方に（1948年、東宝） - 吉川
- 破戒（1948年、松竹） - 高柳和三郎
- 肖像（1948年、松竹） - 野村
- 火の薔薇（1948年、松竹） - 支配人
- 鐘の鳴る丘（1948年、松竹） - 秦野豊
- 月よりの使者（1949年、大映） - 戸塚平介
- 痴人の愛（1949年、大映） - 田川
- わが恋は燃えぬ（1949年、松竹） - 重井憲太郎
- 野良犬（1949年、新東宝） - ホテル彌生の支配人
- 悲しき口笛（1949年、松竹） - 勝川修
- 私は狙われている（1950年、大映） - 馬面の男
- 密林の女豹（1950年、大映） - 神谷博士
- 戦火の果て（1950年、太泉映画=第一協団)
- 暁の追跡（1950年、新東宝） - 人見捜査主任
- 軍艦すでに煙なし（1950年、新映画社） - 荒井敏
- 姉妹星（1950年、大映） - 大野木弁護士
- おぼろ駕篭（1951年、松竹） - 沼田隠岐守
- 夜来香（1951年、新東宝） - 眼科医
- 偽れる盛装（1951年、大映） - 山下
- えり子とともに（1951年、藤本プロ） - 花屋の主人
- 地獄の決闘（1951年、松竹） - 浜崎牧師
- 熱砂の白蘭（1951年、第一協団） - 永田
- 無国籍者（1951年、東横映画） - 桜井
- 花ある怒濤（1951年、大映） - 医者
- 愛妻物語（1951年、大映） - 所長
- 麦秋 （1951年、松竹） - 間宮周吉
- 炎の肌（1951年、大映） - 高島編集局長
- 源氏物語（1951年、大映） - 左大臣
- 雪崩（1952年、大映） - 所長
- 修羅城秘聞（1952年、新演技座） - 右田外記
- 西鶴一代女（1952年、新東宝） - お春の父・新左衛門
- 西陣の姉妹（1952年、大映） - 高村義雄
- 天草秘聞 南蛮頭巾（1952年、宝プロ） - 益田甚兵衛
- 丹下左膳（1952年、松竹） - 愚楽老人
- 美女と盗賊（1952年、大映） - 猪熊のお爺
- 千羽鶴（1953年、大映） - 吉川
- 江戸いろは祭り（1953年、松竹） - 赤羽根多仲
- 大学の竜虎（1953年、松竹） - 福山教授
- 村八分（1953年、近代映画協会） - 山野
- 縮図（1953年、新東宝） - 磯貝
- プーサン（1953年、東宝） - 五津平太
- 欲望（1953年、近代映画協会） - 島崎徹
- 花の喧嘩状（1953年、大映） - 古座の権太郎
- 祇園囃子（1953年、大映） - 佐伯
- 太平洋の鷲（1953年、東宝） - 及川古志郎 [10]
- 夜明け前（1953年、新東宝） - 金兵衛
- 女の一生（1953年、新東宝） - 川上吉松
- にっぽん製（1953年、大映） - 阪本画伯
- 足摺岬（1954年、近代映画協会） - 商店主人
- 山椒大夫（1954年、大映） - 仁王
- 酔いどれ二刀流（1954年、大映） - 堀部弥兵衛
- どぶ（1954年、新東宝） - 大場
- 近松物語（1954年、大映） - 源兵衛
- 少年死刑囚（1955年、日活） - 山本梅吉
- 狼（1955年、近代映画協会） - 吉川房次郎
- おしゅん捕物帖 謎の尼御殿（1955年、日活） - 藤兵衛
- 新・平家物語（1955年、大映） - 木工助家貞
- ジャズ・オン・パレード 1956年 裏町のお転婆娘 (1956年)
- 悪の報酬（1956年、日活） - 菅井警部
- 銀心中（1956年、日活） - 栗本
- 俺は犯人じゃない（1956年、日活） - 近藤
- 真昼の暗黒（1956年、現代ぷろ） - 山本弁護士
- 女優（1956年、近代映画協会)
- 名寄岩 涙の敢斗賞（1956年、日活） - 桜沢博士
- ドラムと恋と夢（1956年、日活） - スマイルの親父
- 地獄の札束（1956年、日活） - 弁護士山形浩介
- 病妻物語 あやに愛しき（1956年、民藝） - 多田病院の院長
- 隣の嫁（1956年、日活） - 薊
- 地底の歌（1956年、日活） - おかる八
- フランキーの宇宙人（1957年、日活） - 木下博士
- 殺したのは誰だ（1957年、日活） - 矢野栄吉
- 海の野郎ども（1957年、日活） - 監督A
- 童貞先生行状記（1957年、日活） - 村田老先生
- 東京野郎と女ども（1958年、日活） - ミサイルの親分
- 未練の波止場 (1958年)
- 夜の鼓（1958年、現代ぷろ） - 太田四郎兵衛
- 血の岸壁（1958年、日活） - 野田課長
- 無鉄砲一代（1958年、日活） - 馬車屋辰吉
- 果てしなき欲望（1958年、日活） - 大乃湯金造
- 港で生まれた男（1958年、日活） - 杉本機関長
- 巣車で飛ばそう（1959年、日活） - 峰画伯
- 鍵（1959年、大映） - 石塚
- 銀座旋風児 黒幕は誰だ（1959年） - 院土検事
- 拳銃無頼帖シリーズ（日活)
  - 拳銃無頼帖 抜き射ちの竜（1960年） - 志津
  - 拳銃無頼帖 電光石火の男（1960年） - 仁作
  - 拳銃無頼帖 不敵に笑う男（1960年） - 菅井刑事
- 痴人の愛（1960年、大映） - 杉本忠雄
- 南海の狼火 (1960年、日活)
- ぼんち（1960年、大映） - 工場主土合
- 血は渇いている（1960年、松竹）
- 夕陽に赤い俺の顔（1961年、松竹） - 水田
- 無鉄砲大将（1961年、日活）
- 好色一代男（1961年、大映） - 春日屋
- 凶悪の波止場（1961年、日活） - 宮原院長
- 機動捜査班シリーズ（日活）
  - 機動捜査班 東京危険地帯（1961年） - 浅川
  - 機動捜査班 暴力（1961年） - 榊 役
  - 機動捜査班 静かなる暴力（1963年） - 三浦
- 喜劇 にっぽんのお婆あちゃん（1962年、松竹） - 画科じいさん多田
- さすらい（1962年、日活） - 江崎老団長
- 抜き射ち風来坊（1962年、日活） - 宝順
- 男度胸のあやめ笠（1962年、東映） - 丸藤屋長兵衛
- 黒シリーズ（大映）
  - 黒の試走車（1962年） - 馬渡久
  - 黒の死球（1963年） - 犬塚
- 秦・始皇帝（1962年、大映） - 武虎
- 第三の悪名（1963年、大映） - 小杉久左衛門
- サラリーマン物語 勝って来るぞと勇ましく（1963年、日活） - 清麿
- 手討（1963年、大映） - 大久保彦左衛門
- めくら狼（1963年、東映） - 大島伝兵衛
- 抜き射ちの竜 拳銃の歌（1964年、日活） - 前田刑事
- 潮騒（1964年、日活） - 大山十吉
- 生きている狼（1964年、日活） - 田尻親分
- 鉄火場破り（1964年、日活） - 権現院主
- 海賊船 海の虎（1964年、日活） - 博士
- 早射ちジョー 砂丘の決斗（1964年、日活） - 田中正二郎
- 検事霧島三郎（1964年、大映） - 竜田慎作
- 男の紋章シリーズ（日活）
  - 男の紋章 花と長脇差（1964年） - 島津の為吉
  - 男の紋章 俺は斬る（1965年） - 新作老人
- 馬鹿が戦車でやって来る（1964年、松竹） - 市之進
- 賭場の牝猫シリーズ（日活） - 木下刑事 
  - 賭場の牝猫（1965年）
  - 賭場の牝猫 素肌の壺振り（1965年）
- 真紅な海が呼んでるぜ（1965年、日活） - 小松
- 拳銃無宿 脱獄のブルース（1965年、日活） - 武原圭之助
- 「エロ事師たち」より 人類学入門（1966年、日活） - 緒方蓼雲
- 哀愁の夜（1966年、日活） - 町子の祖父
- 大怪獣決闘 ガメラ対バルゴン（1966年、大映） - 松下博士
- 太陽に突っ走れ（1966年、東映） - 進藤清一
- 三等兵親分出陣（1966年、東映） - 押田大尉
- 女は復讐する（1966年、松竹）
- 旅路（1967年、東映） - 新平
- 雌が雄を喰い殺す かまきり (1967年、松竹)
- ㊙トルコ風呂（1968年、東映） - 源爺
- 秘録おんな蔵（1968年、大映） - 根岸の隠居
- 嵐の果し状（1968年、日活） - 沢井屋治助
- 無頼 黒匕首（1968年、日活） - 志下寛市
- 女賭博師十番勝負（1969年、大映） - 宇野
- 超高層のあけぼの（1969年、日本技術映画社） - 磯部建設社長
- かげろう（1969年、近代映画協会） - 老漁夫
- やくざ刑罰史 私刑! （1969年、東映） - 黒崎の剛造
- 女子学園 ヤバい卒業（1970年、東映） - 矢代園長
- 悪の親衛隊（1971年、東映） - 浜村政二郎 役
- 博徒斬り込み隊（1971年、東映） - 藤岡

### テレビドラマ
- 東芝日曜劇場（TBS）
  - 第20話「限りなき前進」（1957年） - 徳丸
  - 第91話「置手紙」（1958年）
  - 第114話「黒い手袋」（1959年）
  - 第625話「日陰かずら」（1968年）
  - 第770話「夫婦タクシー」（1971年） - 剛造
- ダイヤル110番（NTV）
  - 第10話「非番勤務」（1957年）
  - 第46話「大阪連続放火事件」（1958年）
- テレビ劇場（NHK）
  - 春の音（1958年）
  - 円盤来たる（1959年）
  - 相手のない対話（1960年）
- 現代人間模様（NHK）
  - 第3・4話「鉄の虹」（1959年）
  - 第35 - 37話「屋根の下 ある家庭裁判所にて」（1959年）
  - 第63・64話「祭りを追う人々 ある露店商人」（1960年）
- 三行広告 第17話「テレビ出演多忙」（1959年、CX）
- ここに人あり（NHK）
  - 第121話「めでたき日の思い出」（1960年）
  - 第134話「いのちある墓標」（1960年）
- サンヨーテレビ劇場（KR）
  - おその（1960年）
  - 砂時計（1960年）
  - どっちが笑う（1960年）
- 東レサンデーステージ 第1話「足にさわった女」（1960年、NTV） - 重役
- 夫婦百景 第212話「おふくろ女房」（1962年、NTV）
- 夜の十時劇場 / 小さい二つの顔（1962年、CX）
- NHK大河ドラマ（NHK）
  - 赤穂浪士（1964年） - 大野九郎兵衛
  - 三姉妹（1967年） - 三州屋
  - 竜馬がゆく（1968年） - 横井小楠
- しろばんば（1964年、12ch）
- 日産スター劇場 / 続・大阪のお婆ちゃん（1964年、NTV）
- 風雪 / 開化仇討異聞（1964年、NHK） - 鵜沼
- 真田幸村（1966年、TBS）
- 三匹の侍（CX）
  - 第4シリーズ 第21話「復讐」（1967年） - 和尚
  - 第5シリーズ 第18話「つわものの夢」（1968年） - 入部主膳
- 銭形平次 第86話「小さな幸せ」（1967年、CX） - 了念
- 志都という女（1967年、TBS） - 志都のおじ
- 裸の町（1968年、NET）
- バンパイヤ（1968年-1969年、フジテレビ） - 捜査一課長
- フラワーアクション009ノ1 第1話「日本爆破アンタッチャブル」（1969年、CX）
- 絢爛たる復讐 第11話「花の中の十字架」（1969年、NET）
- 鬼平犯科帳 第1シリーズ 第13話「埋蔵金千両」（1969年、NET / 東宝） ‐ 土蜘蛛の万五郎
- 水戸黄門 第1部 第25話「旅烏の子守唄-庄内-」（1970年、TBS / C.A.L） - 庄左ヱ門
- 水戸黄門 第2部 第17話「縄張り荒らし-新潟-」（1971年、TBS / C.A.L） - 藤田屋治兵衛
- プレイガール 第53話「勢揃い温泉芸者」（1970年、12CH）
- 江戸川乱歩シリーズ 明智小五郎 第5話「花嫁泥棒 地獄の道化師より」（1970年、12CH）
- 素浪人 花山大吉 第81話「拾った赤ちゃん凄かった」（1970年、NET）
- 遠山の金さん捕物帳 第17話「目にやきついた男」（1970年、NET） - 河内山宗俊
- 男は度胸（1970年-1971年、NHK） - 奥山交竹院
- 大忠臣蔵（1971年、NET） - 与市兵衛
- 一心太助 第9話「怪盗の恋」（1971年、CX） - 赤門堂鉄斉
- 銀河ドラマ / あほんだれ一代（1971年、NHK）
- ターゲットメン 第1話「殺人鬼をぶっ飛ばせ」（1971年、NET）
- おらんだ左近事件帖 第3話「尼になった姉妹」（1971年、CX）
- 木枯し紋次郎 第4話「女人講の闇を裂く」（1972年、CX）
- 特別機動捜査隊（NET）
  - 第514話「三船刑事を殺せ」（1971年）
  - 第535話「犯人は三船刑事だ」（1972年）
- 太陽にほえろ! 第26話「みんな死んでしまった」（1973年、NTV）
- 花王 愛の劇場 / 越前竹人形（1973年、TBS）
- 赤ひげ 第18話「病人長屋東一番」（1973年、NHK）
- 荒野の用心棒 第18話「黒い陰謀は波涛を越えて」（1973年、NET） ‐ 村松天斉

## 監督作品
- 泥だらけの青春（1954年、日活）
- フランキーの宇宙人（1957年、日活）

## 著書
- 『映画わずらい』（1966年、六芸書房） - 浦辺粂子、河津清三郎と共著